# Carson Lambos
Carson Lambos (né le 14 janvier 2003 à Winnipeg, dans la province du Manitoba au Canada) est un joueur canadien de hockey sur glace. Il évolue à la position de défenseur.

## Biographie

### Jeunesse
Lambos commence sa carrière junior en 2016-2017, dans le programme de la Rink Hockey Academy de Winnipeg en catégorie moins de 15 ans. En 2017-2018, il est nommé meilleur défenseur de la Canadian Sport School Hockey League (CSSHL) moins de 15 ans et en 2018-2019, à nouveau meilleur défenseur de la CSSHL moins de 18 ans.
Il dispute cinq matchs avec l’Ice de Kootenay en 2018-2019 dans la Ligue de hockey de l'Ouest. La saison suivante cette franchise déménage à Winnipeg et devient l’Ice de Winnipeg, il dispute cinquante-sept rencontres pour eux.
La saison 2020-2021 étant perturbée par la pandémie de COVID-19, il la commence en Finlande avec l'équipe JYP Jyväskylä catégories moins de 18 ans et moins de 20 ans. Il revient disputer deux matchs avec l’Ice à la fin de la saison.
En prévision du repêchage de 2021, la centrale de recrutement de la LNH le classe au onzième rang des espoirs nord-américains chez les patineurs. Il est finalement sélectionné au 26e rang par le Wild du Minnesota .

### Carrière professionnelle
Lambos fait ses débuts professionnels en Finlande avec le JYP Jyväskylä lors de la saison 2020-2021. Il dispute deux rencontres pour eux, le 3 février 2021 face au Sport Vaasa et le 6 février 2021 face au KooKoo Kouvola.

### En équipe nationale
Lambos représente le Canada au niveau international. Lors du Défi mondial des moins de 17 ans en 2019, il finit à la 4e place avec l’équipe blanche du Canada. Il dispute deux matchs au championnat du monde junior en 2022 avant que ces derniers ne soient annulés.

## Statistiques

### En club
| Saison    | Équipe                              | Ligue            |    | Saison régulière | Saison régulière | Saison régulière | Saison régulière | Saison régulière |   | Séries éliminatoires | Séries éliminatoires | Séries éliminatoires | Séries éliminatoires | Séries éliminatoires |
| Saison    | Équipe                              | Ligue            | PJ | B                | A                | Pts              | Pun              | PJ               | B | A                    | Pts                  | Pun                  |                      |                      |
| 2016-2017 | Rink Hockey Academy de Winnipeg U15 | CSSHL U15        | 30 | 15               | 23               | 38               | 16               | 3                | 2 | 2                    | 4                    | 2                    |                      |                      |
| 2016-2017 | Rink Hockey Academy de Winnipeg U15 | John Reid Bantam | 5  | 2                | 5                | 7                | 6                |                  |   |                      |                      |                      |                      |                      |
| 2017-2018 | Rink Hockey Academy de Winnipeg U15 | CCHL U15         | 30 | 15               | 25               | 40               | 52               | 5                | 5 | 6                    | 11                   | 6                    |                      |                      |
| 2017-2018 | Rink Hockey Academy de Winnipeg U18 | CCSHL U18        | 7  | 4                | 2                | 6                | 8                |                  |   |                      |                      |                      |                      |                      |
| 2017-2018 | Rink Hockey Academy de Winnipeg U15 | John Reid Bantam | 6  | 3                | 7                | 10               | 4                |                  |   |                      |                      |                      |                      |                      |
| 2018-2019 | Rink Hockey Academy de Winnipeg U18 | CCSHL U18        | 23 | 14               | 16               | 30               | 45               | 3                | 1 | 0                    | 1                    | 4                    |                      |                      |
| 2018-2019 | Rink Hockey Academy de Winnipeg U18 | NAPHL U18        | 4  | 2                | 2                | 4                | 14               |                  |   |                      |                      |                      |                      |                      |
| 2018-2019 | Rink Hockey Academy de Winnipeg U18 | John Reid Bantam | 6  | 3                | 7                | 10               | 4                |                  |   |                      |                      |                      |                      |                      |
| 2018-2019 | Team Manitoba                       | CWG              | 6  | 3                | 4                | 7                | 2                |                  |   |                      |                      |                      |                      |                      |
| 2018-2019 | Ice de Kootenay                     | LHOu             | 5  | 1                | 0                | 1                | 2                |                  |   |                      |                      |                      |                      |                      |
| 2019-2020 | Ice de Winnipeg                     | LHOu             | 57 | 8                | 24               | 32               | 32               |                  |   |                      |                      |                      |                      |                      |
| 2020-2021 | Ice de Winnipeg                     | LHOu             | 2  | 0                | 0                | 0                | 0                |                  |   |                      |                      |                      |                      |                      |
| 2020-2021 | JYP Jyväskylä U18                   | SM-sarja U18     | 2  | 0                | 3                | 3                | 2                |                  |   |                      |                      |                      |                      |                      |
| 2020-2021 | JYP Jyväskylä U20                   | SM-Sarja U20     | 13 | 2                | 9                | 11               | 8                |                  |   |                      |                      |                      |                      |                      |
| 2020-2021 | JYP Jyväskylä                       | SM-Liiga         | 2  | 0                | 0                | 0                | 0                |                  |   |                      |                      |                      |                      |                      |
| 2021-2022 | Ice de Winnipeg                     | LHOu             | 51 | 10               | 37               | 47               | 57               | 15               | 0 | 8                    | 8                    | 14                   |                      |                      |
| 2022-2023 | Ice de Winnipeg                     | LHOu             | 61 | 12               | 36               | 48               | 63               | 19               | 1 | 6                    | 7                    | 4                    |                      |                      |

### En équipe nationale
| Année | Équipe           | Compétition                      |   | PJ | B | A | Pts | Pun                     |  | Résultat |
| 2019  | Canada blanc U17 | Défi mondial des moins de 17 ans | 6 | 0  | 5 | 5 | 4   | 4e place                |  |          |
| 2022  | Canada U20       | Championnat du monde junior      | 2 | 0  | 0 | 0 | 2   | Compétition interrompue |  |          |

## Transactions
- Le 3 mai 2018, il est sélectionné par l'Ice de Kootenay à la 2e position du 1er tour du repêchage Bantam de la LHOu[8].

- Le 29 mai 2018, il s'engage avec l'Ice[9].

- Le 28 octobre 2020, il est prêté par l'Ice de Winnipeg au JYP Jyväskylä[10].

- Le 25 août 2021, il signe son contrat d'entrée avec le Wild du Minnesota[11].

## Trophées et honneurs

### Trophées juniors
- 2017-2018
  - Meilleur défenseur de la CSSHL U15.

- 2018-2019
  - Meilleur défenseur de la CSSHL U18.
  - Nommé capitaine de l'équipe du Manitoba lors des Jeux du Canada.

- 2021-2022
  - Nommé assistant-capitaine de l'Ice de Winnipeg.